# 우스티나트라벰

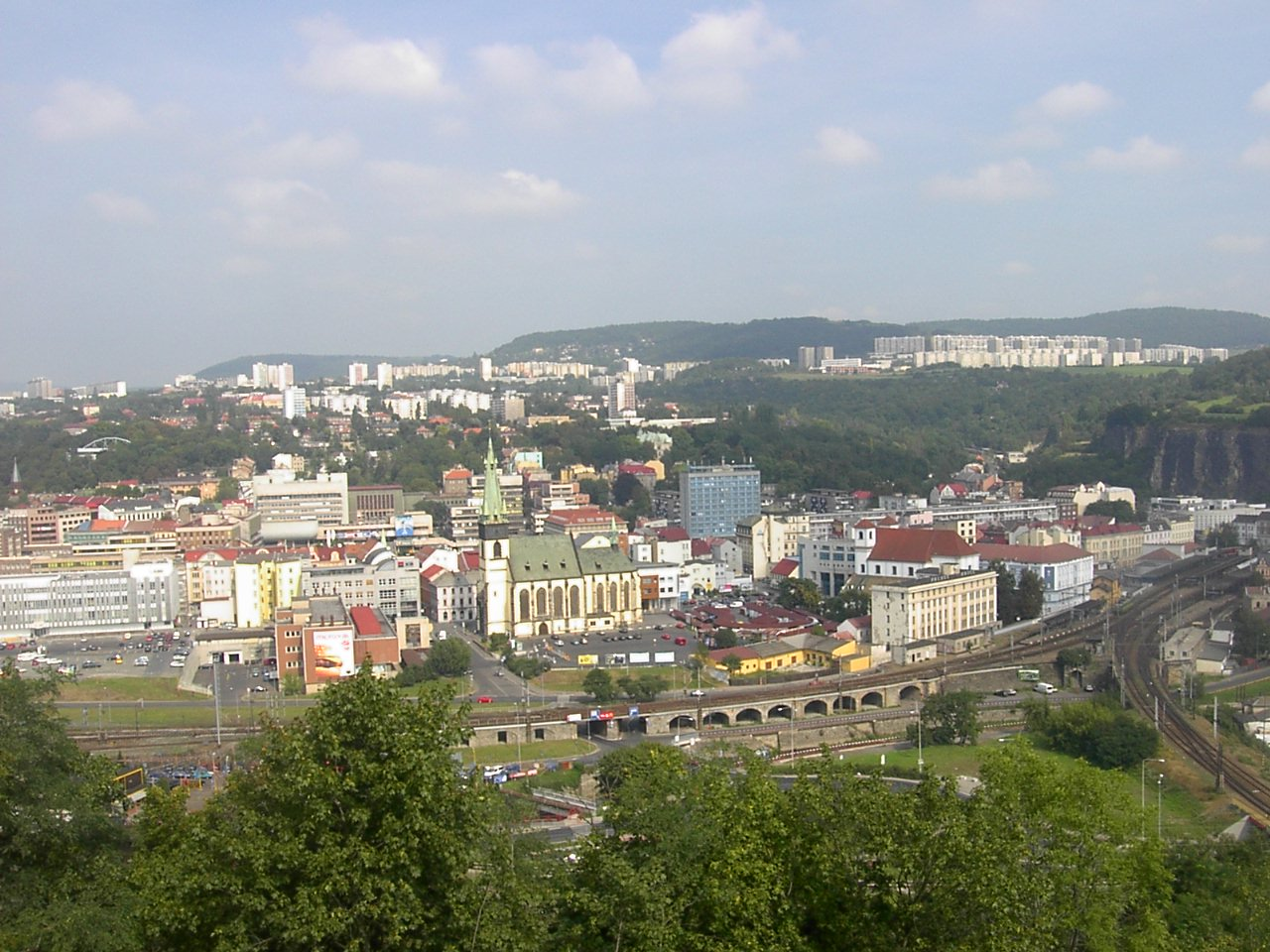
우스티나트라벰

우스티나트라벰(체코어: Ústí nad Labem, 독일어: Aussig an der Elbe 아우시히안데어엘베[*])은 체코 우스티주의 도시로, 면적은 93.95km2(광역 도시권 면적은 874km2), 높이는 218m, 인구는 93,859명(2005년 기준, 광역 도시권 인구는 243,878명), 인구 밀도는 999명/km2이다. 빌리나 강과 엘베강이 합류하는 지점에 위치한다.

## 역사
993년경 무역의 중심지로 널리 알려졌으며 13세기 후반 보헤미아의 국왕인 오타카르 2세에 의해 건설되었다. 1423년 신성 로마 제국의 지기스문트 황제가 작센 수비대와 함께 마을을 정복한 마이센 선제후인 프리드리히 1세에게 충성을 맹세했다.
1426년 6월 16일에 병력 25,000명을 보유한 후스파(派) 군대가 병력 70,000명을 보유한 독일군에게 대패를 당했고 마을은 그 다음 날에 공격과 약탈을 받게 된다. 3년 동안 폐허로 남아 있다가 1429년에 재건되었지만 30년 전쟁과 7년 전쟁 때에는 큰 피해를 입었다.

## 인구
| 연도                                                             | 인구   | ±%     |
| ---------------------------------------------------------------- | ------ | ------ |
| 1869                                                             | 20,284 | —      |
| 1880                                                             | 27,834 | +37.2% |
| 1890                                                             | 40,796 | +46.6% |
| 1900                                                             | 57,330 | +40.5% |
| 1910                                                             | 68,313 | +19.2% |
| 1921                                                             | 71,659 | +4.9%  |
| 1930                                                             | 79,644 | +11.1% |
| 1950                                                             | 64,179 | −19.4% |
| 1961                                                             | 72,148 | +12.4% |
| 1970                                                             | 79,544 | +10.3% |
| 1980                                                             | 89,272 | +12.2% |
| 1991                                                             | 98,178 | +10.0% |
| 2001                                                             | 95,436 | −2.8%  |
| 2011                                                             | 93,000 | −2.6%  |
| 2021                                                             | 91,982 | −1.1%  |
| 출처: Historical lexicon of municipalities of the Czech Republic |        |        |

## 자매 도시
- 영국 홀턴 구
- 독일 켐니츠
- 러시아 블라디미르